# Festuca idahoensis
Festuca idahoensis là một loài thực vật có hoa trong họ Hòa thảo. Loài này được Elmer mô tả khoa học đầu tiên năm 1903.

## Hình ảnh

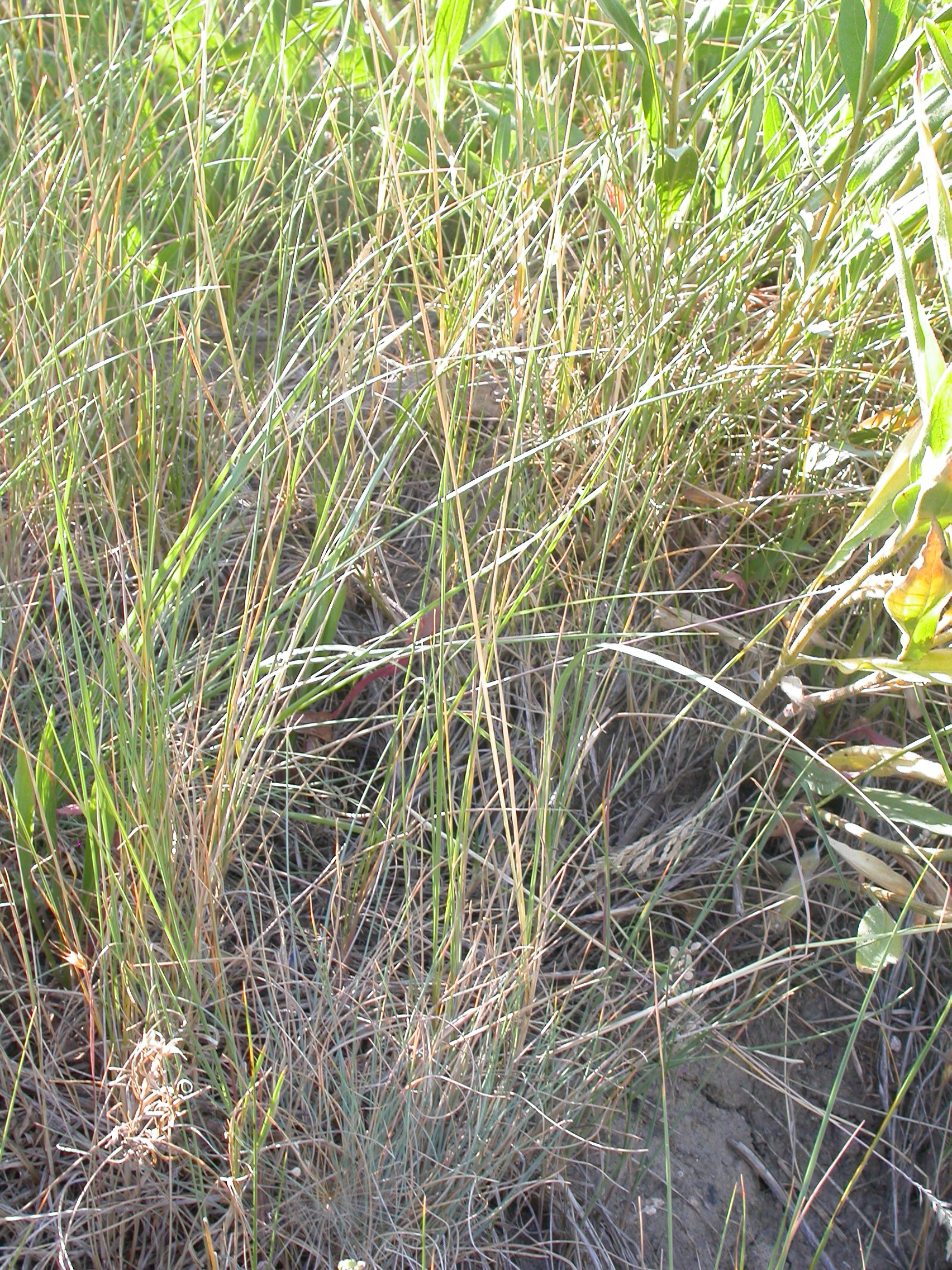
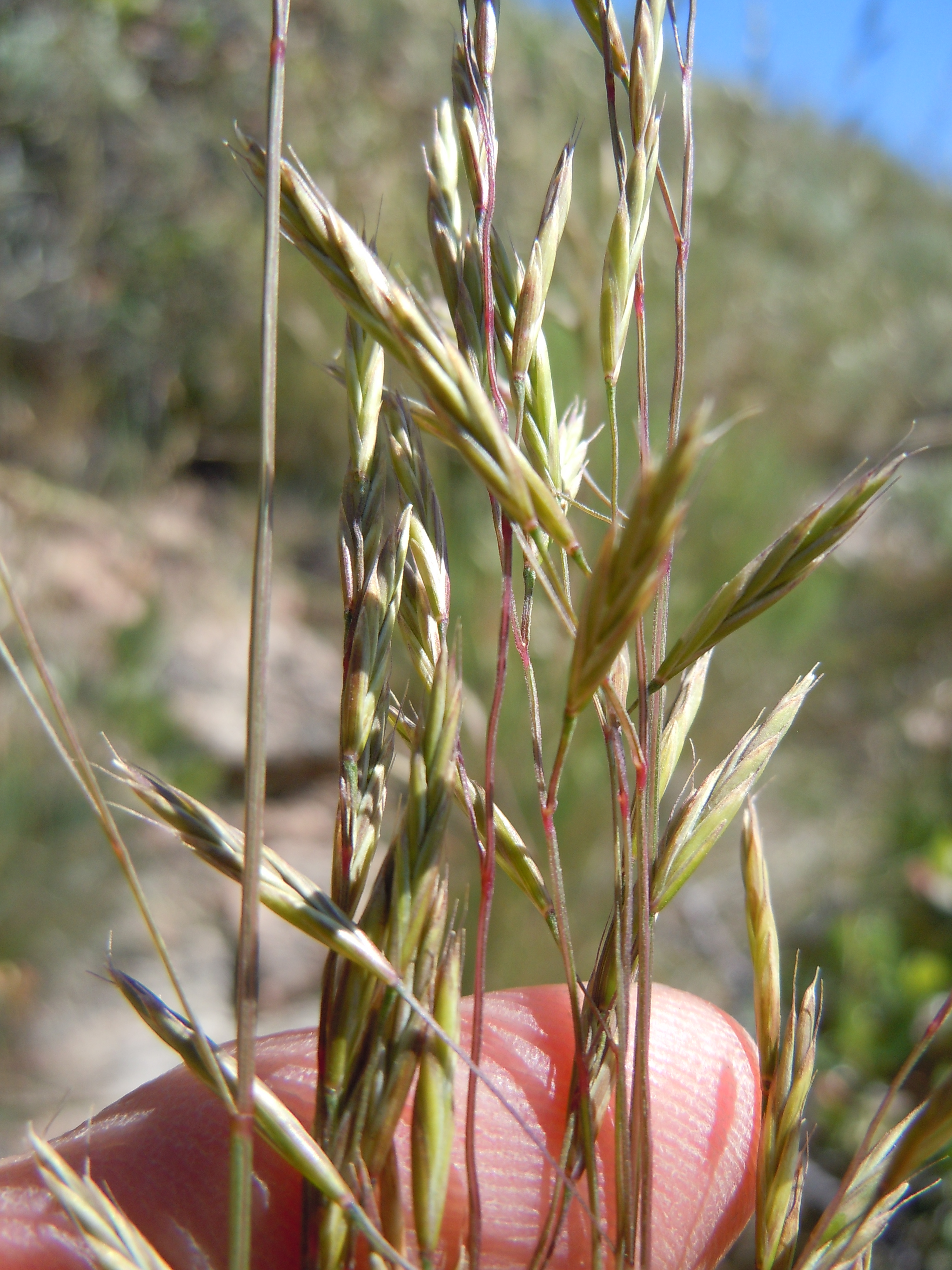
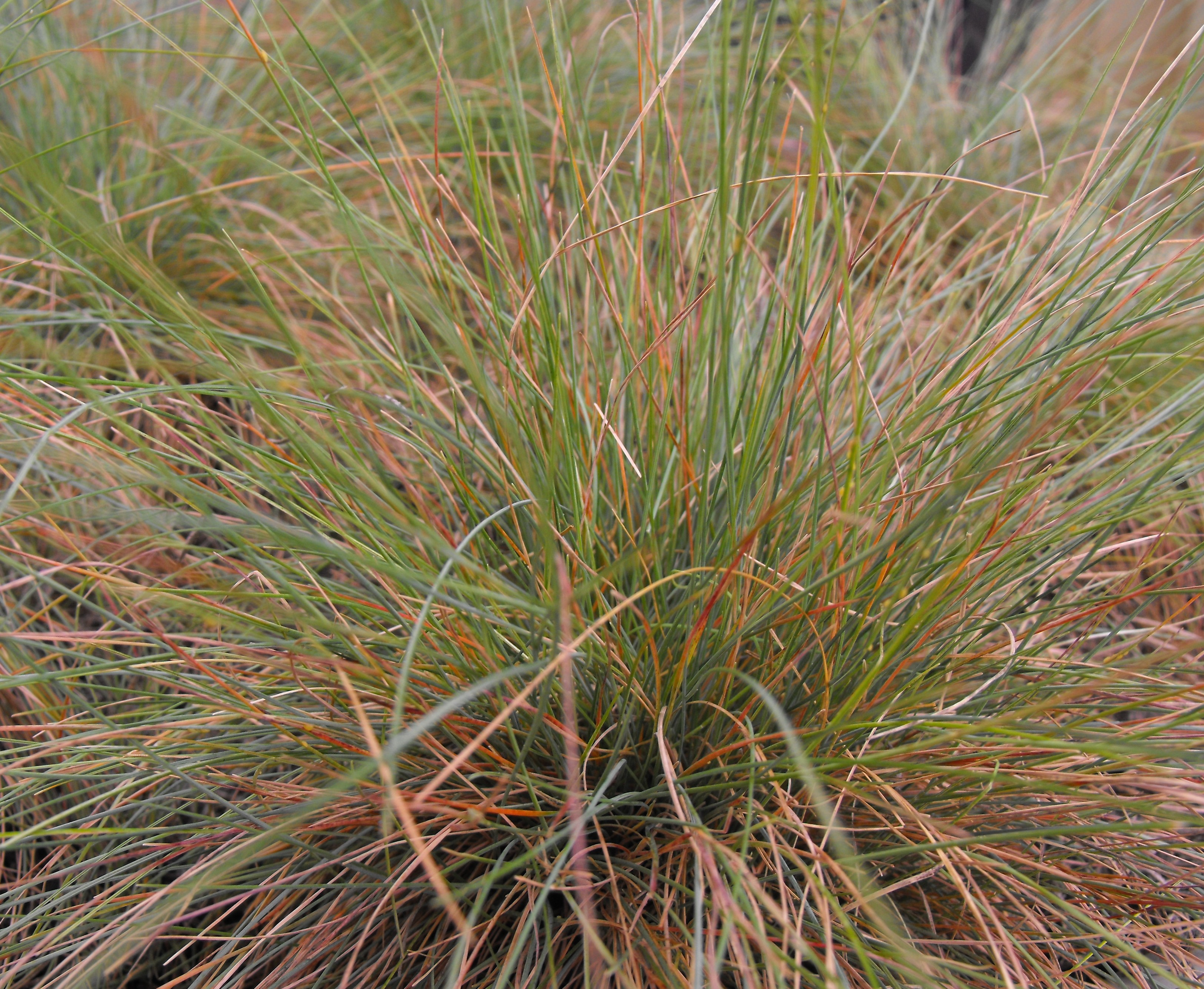
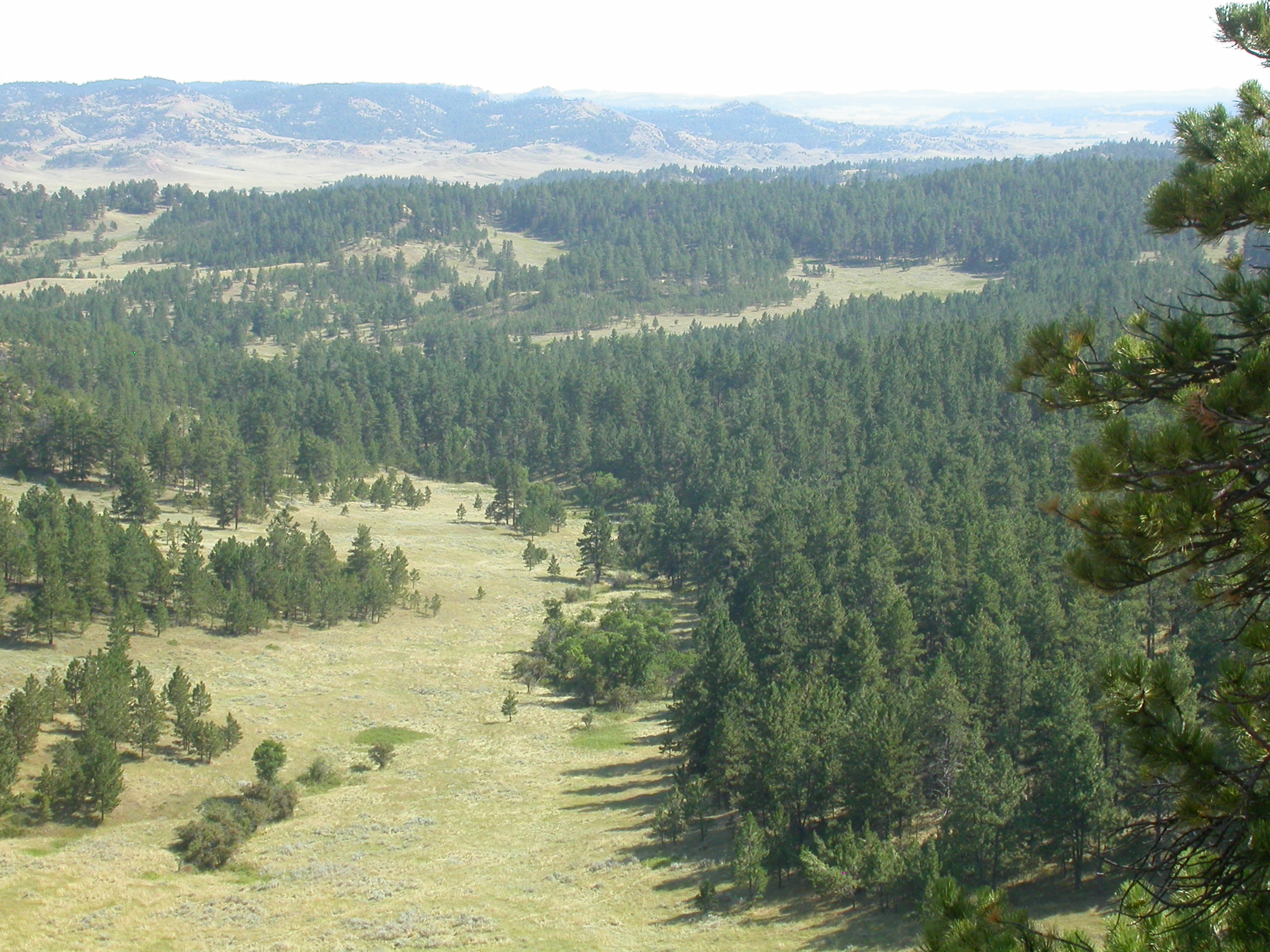